# Richard Moore
Richard Fulton Moore (San Bernardino, 11 de agosto de 1910 — Newport Beach, 16 de novembro de 2005) foi um velejador estadunidense, campeão olímpico. Ele competiu nos Jogos Olímpicos de Verão de 1932 na classe 8 Metre e conquistou a medalha de ouro na disputa a bordo do Angelita com Owen Churchill, John Biby, Alphonse Burnand, Kenneth Carey, William Cooper, Pierpont Davis, Carl Dorsey, John Huettner, Alan Morgan, Robert Sutton e Thomas Webster.
Moore estudou ciências políticas na Universidade da Califórnia em Los Angeles. Ele também frequentou a Stanford Law School, mas não concluiu seus estudos. Durante a Segunda Guerra Mundial, ele serviu como oficial de engenharia na Guerra do Pacífico e permaneceu na Reserva da Marinha dos Estados Unidos como comandante de batalhão. Após a guerra, ele trabalhou como corretor de imóveis autônomo.